# Небреж
Небреж (укр. Небреж) — озеро, расположенное на территории Дарницкого района города Киева; 8-е по площади озеро Киевского горсовета (5-е — Дарницкого района). Тип общей минерализации — пресное. Группа гидрологического режима — бессточное.

## География
Площадь — 0,44 км² (44,1 га), по другим данным 44,0 га. Длина — 1,9 км. Ширина наибольшая — 0,35 км. Наибольшая глубина — 32 м. Озеро используется для рекреации и рыболовства.
Расположено на левом берегу Днепра южнее жилого массива Осокорки: непосредственно южнее улицы Коллекторная. Одно из так называемых Осокорковских озёр. Западнее расположены участки садовых товариществ и озеро Мартышев, восточнее — озеро Тяглое.
Озерная котловина не правильной (полукруг) формы вытянутая с севера на юг. Озеро соединено протоками с озёрами Тяглое и Мартышев.

## История происхождения
Небреж является озером-старицей реки Днепр, углубленной и расширенной вследствие работ по намыву территории во время строительства жилых массивов Позняки и Осокорки.
Урочище Небреж зафиксировано топографами 60-х гг. XIX столетия как заболоченные луга со старицами. Озеро впервые отмечено между селами Осокорки и Бортничи картографами 60-70-х гг. XIX века. За полвека сократилось на 500 м и в таком виде оставалось до середины 1960-х гг., когда Небреж перерезала дамба канализационного коллектора. В 70-80-х гг. начинается активный гидронамыв — с севера на юг постепенно продвигается жилищное строительство города. Небольшие заплавные озера Небреж, Тяглое и Мартышев активно используются для гидронамыва. В результате значительно увеличиваются в размерах.

## Экологические проблемы
Рост города привёл к угрозам для природных ландшафтов окрестностей озера. Озера Небреж, Мартышев, Тяглое и окружающие земли — последние остатки ландшафтных комплексов левобережной поймы Днепра, эта местность служит домом многим представителям флоры и фауны, занесенных в Красную Книгу Украины.
В 2005 году территория, включающая берега озер Небреж, Мартышев, Тяглое была передана под застройку, что вызвало возмущение общественности. 18.11.2015 в Киевский горсовет была подана Петиция № 713 «Ландшафтный природный парк вместо застройки южных Осокорков». Конфликт продолжился и в дальнейшем, 22 сентября 2018 года полиция задержала 50 человек, которые оказались охранниками застройки.